# Salas de Bureba
Salas de Bureba – gmina w Hiszpanii, w prowincji Burgos, w Kastylii i León, o powierzchni 13,3 km². W 2011 roku gmina liczyła 135 mieszkańców.